# سياسة التأشيرات في بوتسوانا
سياسة التأشيرات في بوتسوانا, تجب على الزائرين لدولة بوتسوانا الحصول على تأشيرة،أو إذا أتوا من إحدى الدول المعفاة من التأشيرة.

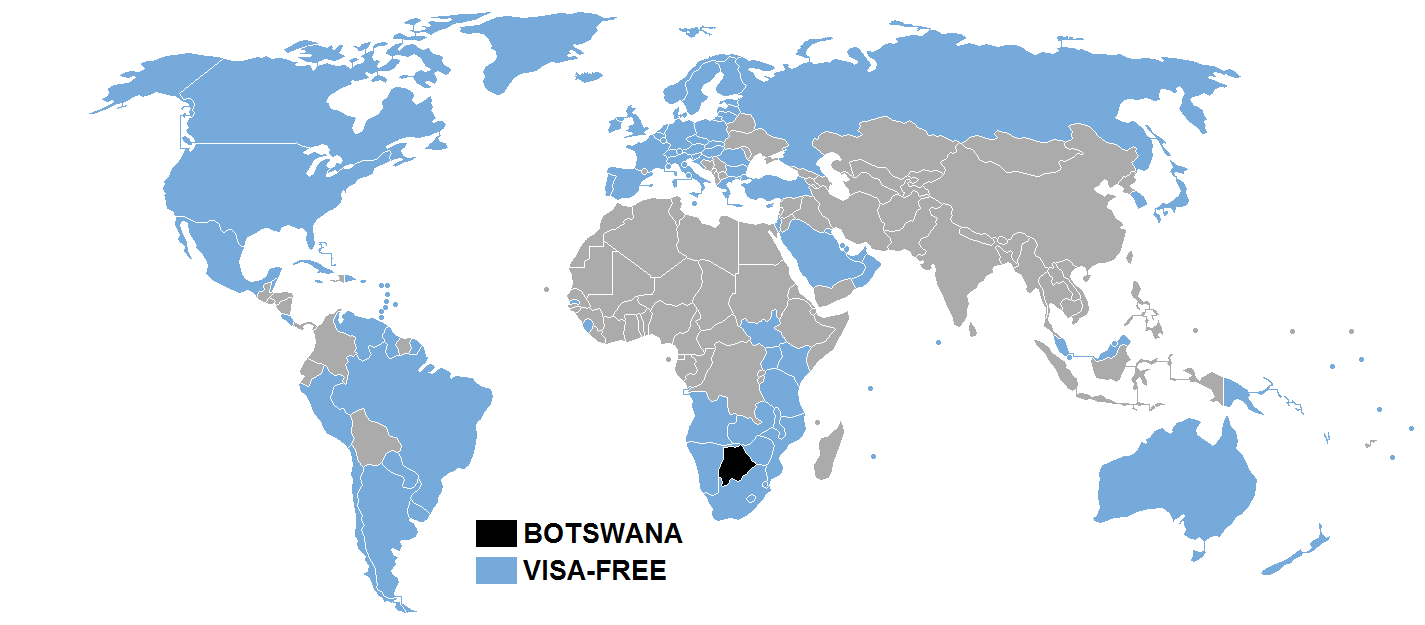
سياسة التأشيرات في بوتسوانا

## الإعفاء من التأشيرة
حاملي جوازات السفر من 103 دولة لا يحتاجون إلي تأشيرة لدخول بوتسوانا لمدة تصل إلي 90 يوماً(في فترة 12 شهراً):
- الاتحاد الأوروبي [3][4]

| - أنغولا - أنتيغوا وباربودا - الأرجنتين - أستراليا - البهاما - البحرين - باربادوس - بليز - البرازيل - بروناي - الكاميرون - كندا - تشيلي - كوستاريكا - كوبا - دومينيكا - جمهورية الدومينيكان - غامبيا | - غرينادا - غيانا - الفاتيكان - هونغ كونغ - إسرائيل - جامايكا - اليابان - كينيا - كيريباتي - كوريا الجنوبية - الكويت - ليسوتو - مالاوي - ماليزيا - جزر المالديف - موريشيوس - المكسيك - موناكو | - موزمبيق - ناميبيا - ناورو - نيوزيلندا - عمان - بابوا غينيا الجديدة - باراغواي - بيرو - قطر - روسيا - ساموا - سانت كيتس ونيفيس - سانت لوسيا - سانت فينسنت والغرينادين - سان مارينو - السعودية - سيشل - سيراليون | - سنغافورة - جزر سليمان - جنوب أفريقيا - جنوب السودان - سوازيلاند - تنزانيا - تونغا - ترينيداد وتوباغو - تركيا - توفالو - أوغندا - الإمارات العربية المتحدة - الولايات المتحدة - أوروغواي - فانواتو - فنزويلا - زامبيا - زيمبابوي |  |

يجب على جميع المسافرين أن يكون بحوزتهم جواز سفر ساري المفعول لمدة 6 أشهر.